# Strumień wektora
Strumień wektora – skalarny iloczyn wektora i wektora reprezentującego powierzchnię – prostopadłego do powierzchni. Zazwyczaj oznaczany dużą literą {\displaystyle \Phi ,} czasem z indeksem oznaczającym rodzaj pola, np.
{\displaystyle \Phi _{E}={\vec {E}}\cdot {\vec {S}},}
gdzie:
{\displaystyle {\vec {E}}} – wektor, którego strumień jest określany,
{\displaystyle {\vec {S}}} – wektor reprezentujący powierzchnię.
Wzór ten pozostaje słuszny tylko wówczas, gdy powierzchnia jest płaska a wektor {\displaystyle {\vec {E}}} ma stałą wartość, kierunek i zwrot na całej powierzchni S. W ogólnym przypadku strumień trzeba zapisać jako całkę
{\displaystyle \Phi _{E}=\int \limits _{S}{\vec {E}}\cdot {\vec {dS}}.}